# Our House (Madness)
Our House is een single uit 1982 van de Britse ska-popband Madness. In thuisland het Verenigd Koninkrijk werd het een top 10-hit in de UK Singles Chart en in Zweden behaalde de plaat zelfs de nummer-1 positie.
In Nederland werd de plaat veel gedraaid op Hilversum 3 maar bereikte vreemd genoeg niet de Nederlandse Top 40, Nationale Hitparade en de TROS Top 50. De single bleef  rond de kerstperiode van 1982 op de 4e positie van de Tipparade steken, maar werd later alsnog onthaald als een klassieker. In België bereikte de plaat de 15e positie van de Vlaamse Radio 2 Top 30. 
De B-kant is het instrumentale Walking with Mr. Weeze, een woordspeling op Groovin' with Mr. Bloe, en op de 12-inch staat een remix van de albumtrack Blue Skinned Beast.

## Achtergrond
Our House werd opgenomen voor het album The Rise & Fall waarop de nutty boys zich van een serieuzere kant lieten zien met onderwerpen als jeugdsentiment en ouder worden. De bijbehorende videoclip speelt zich voornamelijk af in een oud rijtjeshuis; de bandleden vormen een gezin met Carl 'Chas Smash' Smyth en saxofonist Lee Thompson als ongeschoren vader en moeder die hun kinderen niet in het gareel weten te houden. 
Het Britse succes van Our House leidde ertoe dat Madness in 1983, na twee jaar, weer een contract in Amerika kreeg en Our House een zomerhit werd. Lang duurde dat niet, want Madness bleek toch te Brits om dit succes vast te houden. Datzelfde jaar werd de single bekroond met een Ivor Novello Award.

## Covers, persiflages en gebruik in de media
- Zelf gebruikte Madness het refrein voor radio-jingles.

- Het satirische programma Spitting Image persifleerde het nummer met een tekst over de instorting van de markt voor onroerend goed.

- In 1985 was het de herkenningstune van de serie Bonzo, Dodger and the Rest met zang van de acteurs.

- In 2002 kwam er een gelijknamige musical waarvoor de band twee nieuwe nummers schreef en zanger Suggs werd gevraagd als invaller.

- In 2007-08 was Our House te horen in reclamespots voor de Britse versie van Iglo-producten; deze werden door niemand minder dan Suggs aangeprezen.

- Vanaf 2013  was Our House de herkenningstune van de RTL-serie Divorce die vier seizoenen liep; ook werd het dat jaar gebruikt voor een reclamespot van Gamma.

- In 2014 waren er vergevorderde plannen om Our House onder handen te nemen met een 2 Tone-gelegenheidsgroep voor de Madness-tribute-cd Specialized 3 - Mad Not Cancer; deze werden echter niet voltooid.

- In 2016 werd het refrein van Our House als pianoballade gecoverd voor een reclamespot van Essent.

- In 2020 werd Our House in een reclamespot van T-Mobile Nederland gebruikt. Het origineel werd in 2021 vervangen door een eigentijdse Nederlandstalige versie.

- In 2022 was Our House de herkenningstune van de eerste aflevering van de VPRO-serie De Verschrikkelijke Jaren Tachtig.

## NPO Radio 2 Top 2000
| Nummer met noteringen in de NPO Radio 2 Top 2000 | '16 | '17 | '18 | '19 | '20 | '21 | '22 | '23  | '24  |
| ------------------------------------------------ | --- | --- | --- | --- | --- | --- | --- | ---- | ---- |
| Our House                                        | 661 | 734 | 957 | 872 | 693 | 951 | 957 | 1043 | 1192 |

1. ↑  Een vetgedrukt getal geeft de hoogste notering aan.
2. ↑  2016 was het eerste jaar met een notering voor dit nummer.